# 短梗墨脱乌头
短梗墨脱乌头（学名：Aconitum elliotii var. doshongense）为毛茛科乌头属下的一个变种。

## 扩展阅读
- 維基物種上的相關：短梗墨脱乌头